# Ликаония
Ликаони́я (греч. Λυκαονία, лат. Lycaonia) — историческая область в Малой Азии, к западу от Каппадокии и к югу от центральной пустыни, покрытая невысокими горными цепями — отрогами писидийско-киликийского Тавра; жители её, родственные писидийцам, занимали также плоские степи, из которых им удалось вытеснить фригийцев. Это был воинственный народ с архаичным укладом, с которым ни персам, ни последующим номинальным властителям Ликаонии не удавалось справиться.
С 25 г. до н. э. страна вошла в состав римской провинции Галатии. Столицей её был первоначально фригийский город Икониум (Конья). Мимо него и селевкидовской Лаодикии проходила главная дорога из Сард в Каппадокию. На юге находились Дерба и Ларинда, главные пункты опоры ликаонского разбойничьего царька Аминты, современника второго триумвирата. К одному из племен Ликаонии принадлежат исавряне. По греческим преданиям родоначальник ликаонцев — Ликаон, сын Пелазга. Естественные богатства Ликаонии в древности заключались в овцах, дававших грубую шерсть, и в соли. О ликаонцах сведения исходят главным образом от Страбона, Птолемея и Гиерокла.